# 4e arrondissement de Cotonou
Pour les articles homonymes, voir 4e arrondissement.
Le 4e arrondissement de Cotonou est l'un des treize arrondissements de la commune de Cotonou dans le département du Littoral au Bénin.

## Géographie
Le 4e Arrondissement de Cotonou se trouve au sud-est de la ville.
Il compte onze quartiers :  Enagnon, Fifadji Houto, Sodjatinme Centre, Sodjatinme Est, Sodjatinme Ouest, Abokicodji Centre, Abokicodji Lagune, Dedokpo, Gbedjewin, Missessin et Ohe.

## Démographie
Selon le recensement de la population de 2013 conduit par l'Institut national de la statistique et de l'analyse économique (INSAE), le 4e arrondissement de Cotonou compte 36 357 habitants.

## Infrastructures
Un chenal sépare le 4e arrondissement du 3e, l'ancien pont de Cotonou et le pont Konrad-Adenauer de Cotonou permettent de relier la rive Est et Ouest de la lagune de Cotonou.
Il dispose aussi d'un centre sportif : le Centre Sportif Municipal Soweto.

### Galerie de photos

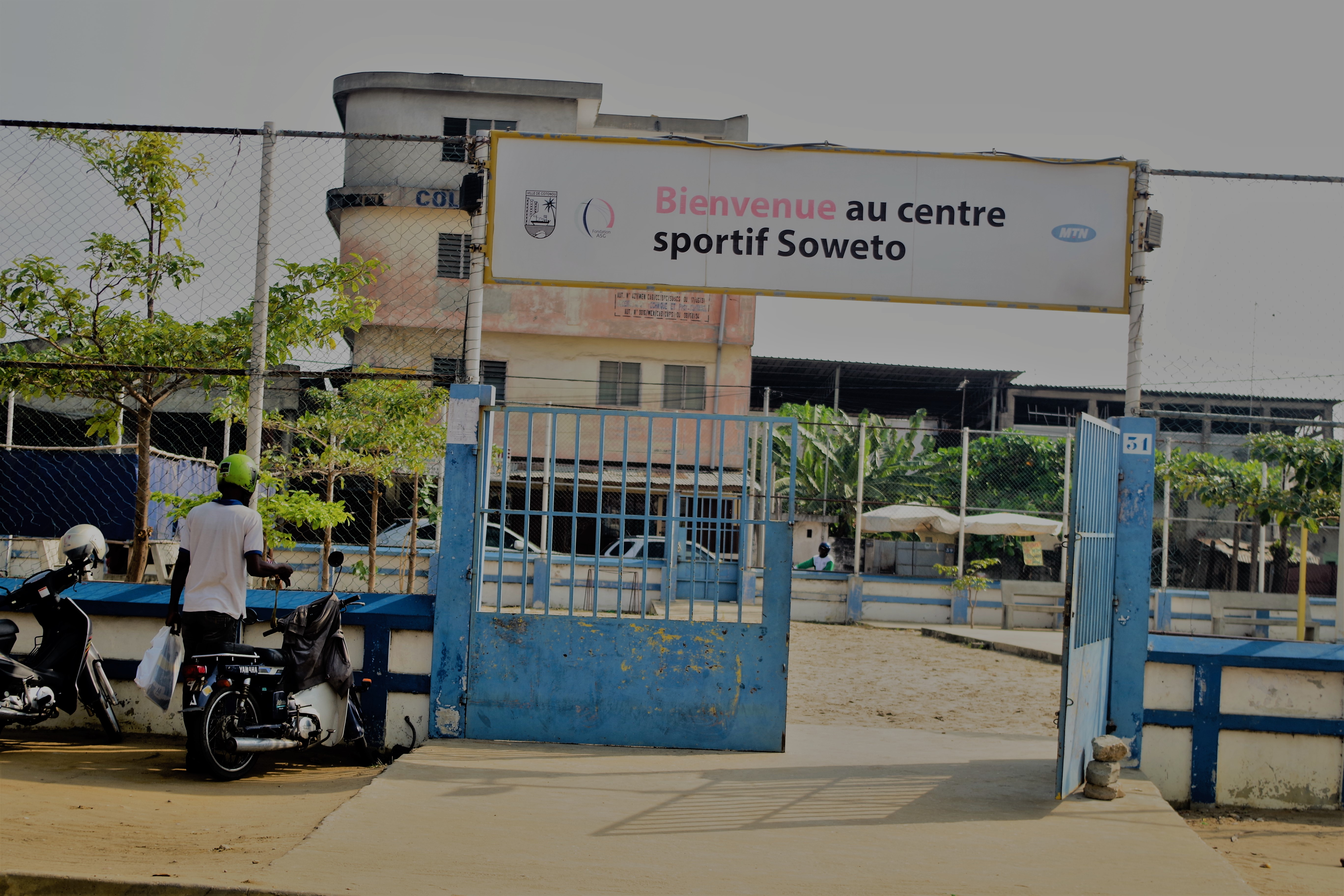
Entrée du Centre Sportif Municipal Soweto, dans le quartier de Dédokpo.
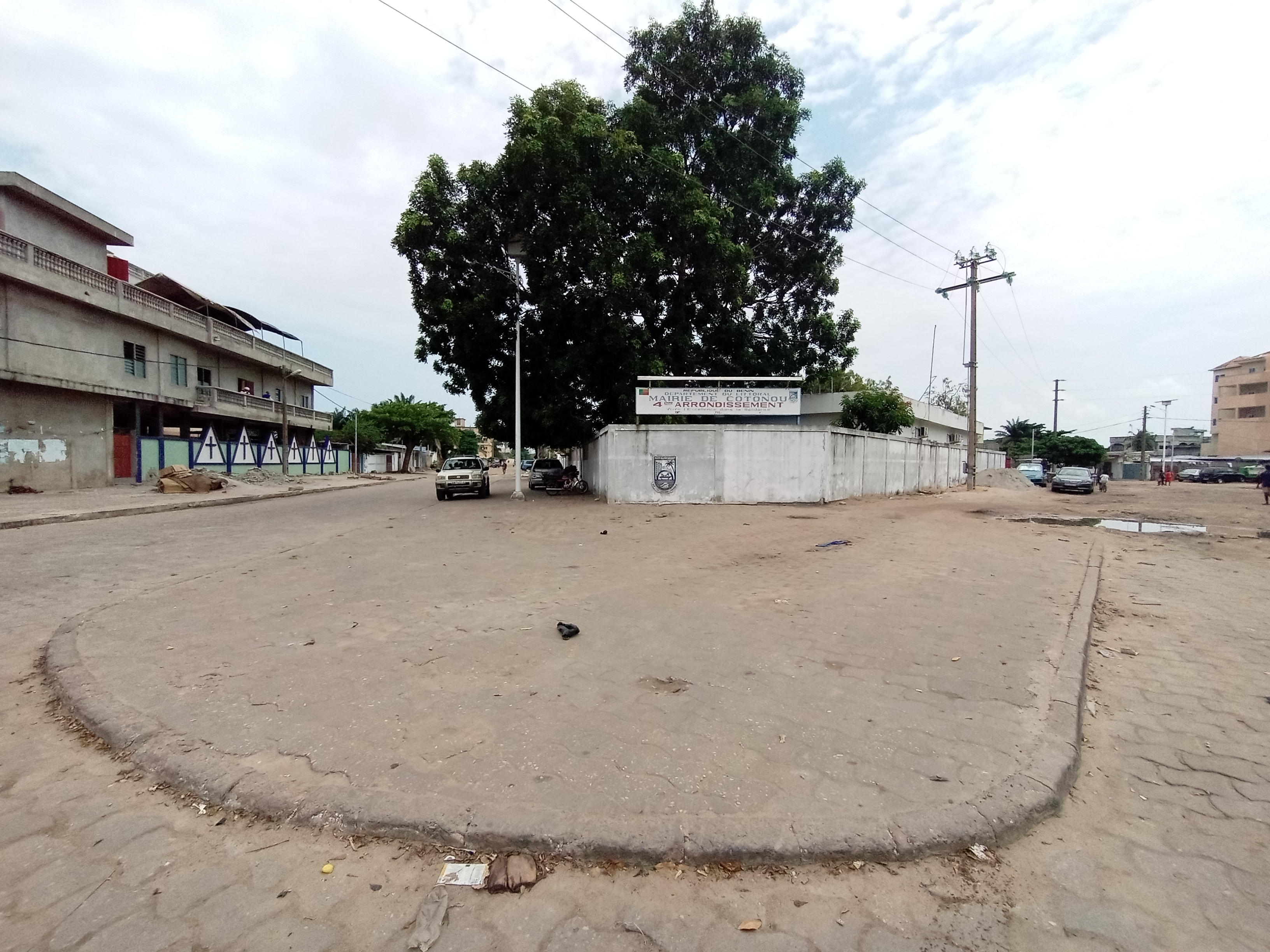
Mairie du 4e arrondissement.
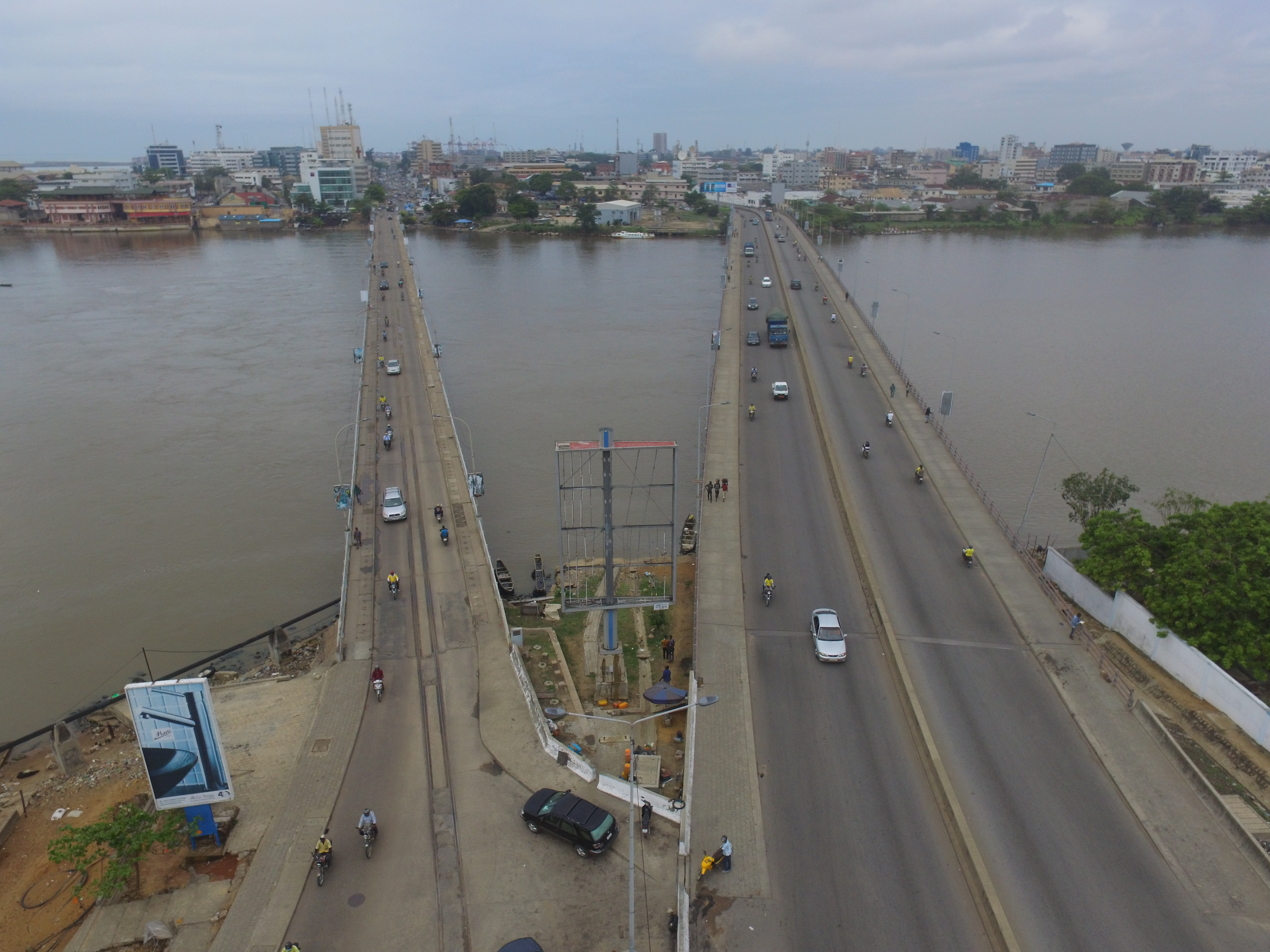
Ponts Konrad-Adenauer et Martin Luther King de Cotonou.
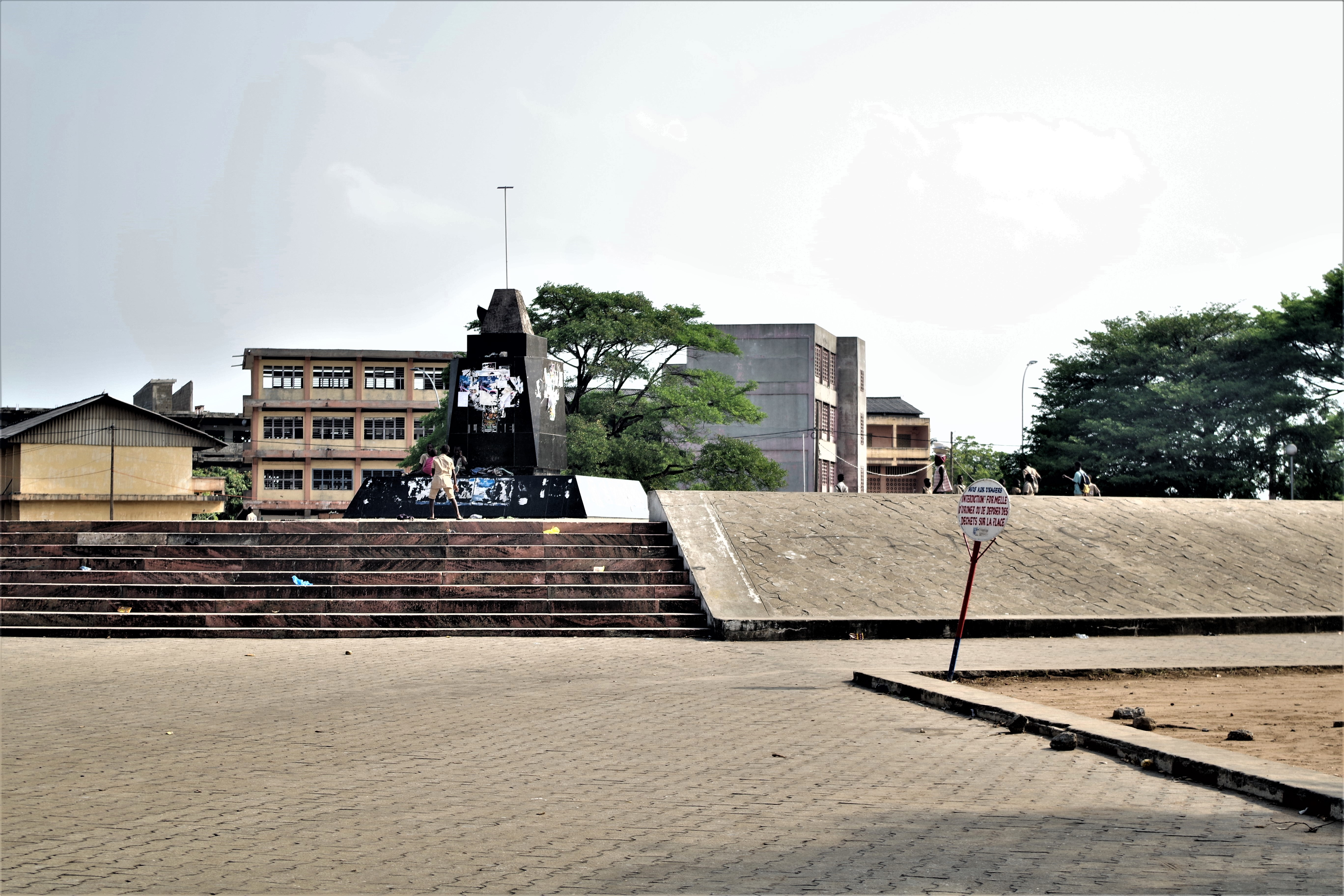
Place Lénine.
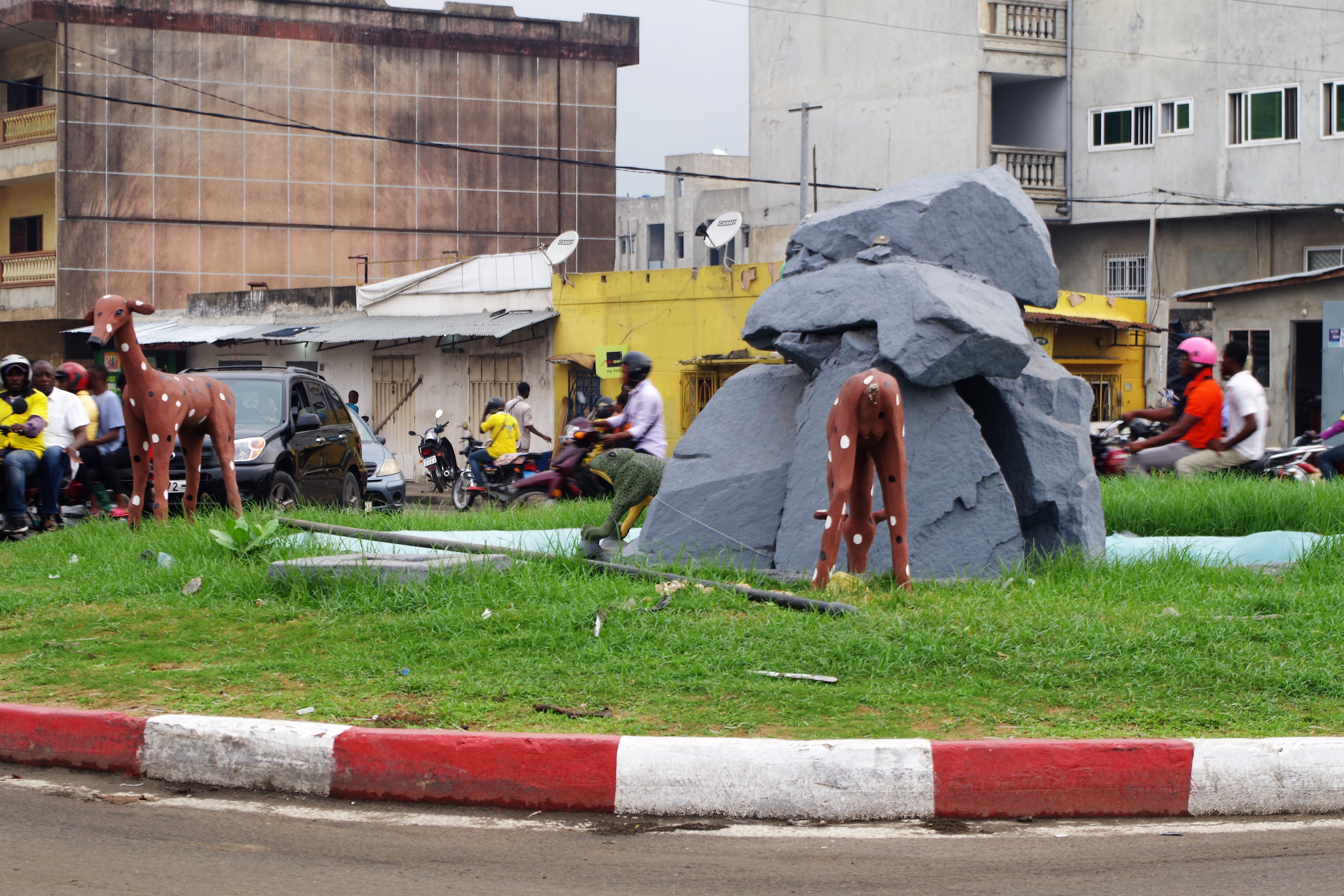
Monument de la Biche à la rivière au Carrefour Ciné Concorde Cotonou.